# Dexter (tv-serie)
 For alternative betydninger, se Dexter. (Se også artikler, som begynder med Dexter)
Dexter er en amerikansk thriller-tv-serie, der handler om kriminalteknikeren Dexter Morgan, der arbejder for Miami-Metro Police Department, samtidig med at han er seriemorder. Serien er baseret på bogen Darkly Dreaming Dexter, skrevet af Jeff Lindsay.
Serien havde premiere på Showtime i USA d. 1. oktober 2006, hvor første sæson sluttede d. 17. december 2006. Serien havde premiere i Danmark torsdag d. 11. januar 2007 kl 22.00 på Canal+.
Sæson 2 fik premiere i efteråret d. 30. september 2007 på tv-kanalen Showtime USA. I Danmark fik sæson 2 premiere d. 6. januar 2008 på tv-kanalen Canal+ First. 

## Sæson 1
Dexter Morgan bor i Miami og arbejder som kriminaltekniker med speciale i blodstænk. Han har en dybt traumatisk fortid, som han dog selv ikke er helt klar over. Siden han var lille har han haft en trang til at dræbe, og han har derfor udviklet sig til en seriemorder. Hans adoptivfar har lært ham at styre sin trang til at dræbe, men Dexters far døde for længe siden, og Dexter har nu en dyb, dyb hemmelighed for sig selv. Et blodløst lig dukker op, og Dexter og politiet i Miami, finder hurtigt ud af, at der er en seriemorder på spil. Men det er ikke Dexter.
Samtidig har hans kæreste problemer med hendes eks-mand der har et misbrugsproblem både med alkohol og stoffer, samtidig med at han har en trang til at slå. Dexters søster Debra, bliver forfremmet på politistationen med hjælp fra Dexter, og begynder at tage stor del i efterforskningen.

## Sæson 2
Sæson 2 fik premiere i USA d. 30. september 2007 på tv-kanalen Showtime.
Dexter har svært ved at fortsætte med at dræbe, fordi hans kollega, sergeant James Doakes, overvåger ham, fordi han mistænker ham for at have været indblandet i sagen om seriemorderen fra første sæson.
Derudover finder et dykker-hold hans hemmelige "gravplads" ud for Miami's kyst, og en kæmpe efterforskning bliver sat i gang på Dexters arbejdsplads og han må kæmpe for sin overlevelse. Men alt bliver sværere da hans kæreste, Rita, sender ham i behandling for det stofmisbrg hun mener han har; her møder han nemlig den forførende Layla som ser gennem hans maske, og som hæmningsløst spolerer hans "normale" tilværelse i sin besættelse af ham.
Samtidig finder James Doakes et stigende antal beviser der vil kunne lede til Dexters anholdelse i den nye seriemorder-sag.

## Sæson 3
Dexter har udset sig sit næste mål: "Freebo". Men alt går galt da han ved et uheld får slået den forkerte mand ihjel, denne mands storebror, Miguél Prado, har nemlig et meget nært venskab med Dexters chef, Lieutenant Maria LaGuerta. Men ved hjælp af skuespil bliver han venner med Miguél, og sammen udretter de den retfærdighed som samfundet ikke kunne præstere. Men Dexter mistænker hans nye ven for ikke at være pålidelig.
Samtidig er hans kæreste, Rita, blevet gravid og Dexter må nu affinde sig med, at hans verden er i drastisk forandring. Dexter indser at det, at være seriemorder ikke går godt hånd i hånd med et tæt familieliv.

## Medvirkende
- - Michael C. Hall som Dexter Morgan
  - Julie Benz som Rita Bennet
  - Jennifer Carpenter som Deborah Morgan
  - Erik King som sergeant James Doakes
  - Lauren Vélez som Lieutenant Maria LaGuerta
  - David Zayas som Angelo "Angel" Batista
  - James Remar som Harry Morgan
  - C.S. Lee som Vincent "Vince" Masuka
  - Devon Graye som Teenage Dexter
  - Dominic Janes som Unge Dexter
  - Christian Camargo som Rudy Cooper